# Shanice van de Sanden
Shanice van de Sanden és una davantera de futbol amb 29 internacionalitats pels Països Baixos des del 2008. Ha jugat un Mundial (2015) i una Eurocopa (2009); al Mundial va arribar als vuitens de final.
Actualment juga al Liverpool FC, a la WSL anglesa.

## Trajectòria
| Temporades    | Club          | Títols              |
| ------------- | ------------- | ------------------- |
| 08/09 - 09/10 | FC Utrecht    | 1 Copa, 1 Supercopa |
| 10/11         | SC Heerenveen |                     |
| 11/12 - 15/16 | FC Twente     | 4 Lligues, 1 Copa   |
| 2016 -        | Liverpool FC  |                     |